# Xã Round Lake, Quận Becker, Minnesota
Xã Round Lake (tiếng Anh: Round Lake Township) là một xã thuộc quận Becker, tiểu bang Minnesota, Hoa Kỳ. Năm 2010, dân số của xã này là 183 người.